# Sencientismo
Sencientismo, ou senciocêntrismo, denomina uma posição filosófica que adota como critério de considerabilidade moral, ou de valor intrínsico, da vida humana e animal, a consciência ou senciência — concebida como capacidade de sofrimento ou prazer consciente. Definido de outra forma, a senciência seria a percepção das próprias interações e a capacidade de se distinguir dos outros do mesmo gênero e do meio ambiente.
É um termo chave para a filosofia da ética ambiental e da ética animal, presente na obra de filósofos utilitaristas como Peter Singer, entre outros. É, para os utilitaristas da ética ambiental, "(...) o parâmetro da igualdade moral que define a constituição dos seres dignos de respeito. Para esses pensadores a senciência implica um auto-cuidado, de se nutrir e se proteger de ameaças, que resulta num valor inerente da vida para os próprios indivíduos, humanos e não-humanos. O aprendizado para esse auto-cuidado configura a mente específica do indivíduo, e o torna sujeitos-de-suas-vidas.